# César-díj a legjobb színésznek
A legjobb színésznek járó César-díjat (franciául César du meilleur acteur) a francia Filmművészeti és Filmtechnikai Akadémia 1976 óta ítéli oda. Átadása a „Césarok éjszakája” elnevezésű gálaünnepségen történik minden év február végén, március elején.
A megmérettetésben azon filmekben szereplő színészek vehetnek részt, amelyeket a jelölés első körében a legjobb film kategóriában jelöltek.
A végső szavazásra bocsátott jelöltek száma 4-5 fő volt, kivéve az 1990-es és 1991-es díjátadót, amikor is 6-6 főre lehetett szavazni. Az Akadémia közgyűlése 2011. december 19-én úgy döntött, hogy 2012-től az e kategóriában jelöltek számát az addigi 5-ről 7-re emeli.

## Statisztika
Többszörösen díjazottak:
- 3 alkalommal: Michel Serrault (1979, 1982 és 1996);
- 2 alkalommal: Philippe Noiret (1976, 1990), Gérard Depardieu (1981, 1991), Daniel Auteuil (1987, 2000), Michel Bouquet (2002, 2006), Mathieu Amalric (2005, 2008), Benoît Magimel (2022, 2023).

Többszörös jelöltek (a díjazott vastagítva):
- 17 alkalommal: Gérard Depardieu
- 13 alkalommal: Daniel Auteuil
- 7 alkalommal: Michel Serrault
- 6 alkalommal: Jean-Pierre Bacri, François Cluzet, Vincent Lindon, Fabrice Luchini
- 5 alkalommal: Vincent Cassel, Patrick Dewaere, Albert Dupontel, Romain Duris, Philippe Noiret
- 4 alkalommal: Charles Berling, Michel Blanc, Jean Dujardin, André Dussollier, Pierre Niney, Michel Piccoli, Jean Rochefort, Philippe Torreton, Lambert Wilson
- 3 alkalommal: Mathieu Amalric, Michel Bouquet, Claude Brasseur, Alain Chabat, Alain Delon, Gérard Jugnot, Jean-Pierre Marielle, Jean-Louis Trintignant
- 2 alkalommal: Damien Bonnard, Sami Bouajila, Guillaume Canet, Jean Carmet, François Damiens, Jean-Pierre Darroussin, Jacques Dutronc, Jacques Gamblin, Louis Garrel, Hippolyte Girardot, Pascal Gréggory, Reda Kateb, Vincent Lacoste, Gérard Lanvin, Benjamin Lavernhe, Gilles Lellouche, Vincent Macaigne, Benoît Magimel, Christophe Malavoy, Pio Marmaï, Denis Ménochet, Yves Montand, Benoît Poelvoorde, Melvil Poupaud, Tahar Rahim, Jean Reno, Omar Sy, Patrick Timsit, Gaspard Ulliel

Egyetlen alkalommal fordult elő, hogy nem francia nyelvű alakításért kapott valaki elismerést: 2003-ban Adrien Brody A zongorista főszerepéért vehetett át César-díjat (a filmet angol nyelven forgatták).
A legjobb színésznek adományozott César-díjat egyszer követte Oscar-elismerés: azt is Adrien Brody kapta 2003-ban (A zongorista). Gérard Depardieu a Cyrano de Bergerac megformálásáért elnyerte ugyan a Césart 1991-ben, de nem kapta meg az Oscart, ezzel szemben 2012-ben Jean Dujardin a The Artist – A némafilmes főszereplőjeként, miután az előző évben a cannes-i fesztivál legjobb színésze lett, a Césart nem, az Oscart viszont elnyerte.
Hat film két-két szereplőjét jelölték egyidejűleg erre a díjra: A cukor (1979), Tandem (1988), Egy elkényeztetett gyermek utazásai (1989), A hercegi vacsora (1993), Jöttünk, láttunk, visszamennénk (1994) és Életrevalók (2012).
Noha elnyerte, Jean-Paul Belmondo 1989-ben nem vette át a díjat.

## Díjazottak és jelöltek
A díjazottak vastagítással vannak kiemelve.
Az évszám a díjosztó gála évét jelzi, amikor az előző évben forgalmazásra került film elismerésben részesült.

### 1970-es évek
| Év   | Díjazottak és jelöltek |
| ---- | --- |
| 1976 | - Philippe Noiret – A bosszú (Le vieux fusil) - Gérard Depardieu – Sept morts sur ordonnance - Victor Lanoux – Sógorok, sógornők (Cousin, cousine) - Jean-Pierre Marielle – Les galettes de Pont-Aven |
| 1977 | - Michel Galabru – A bíró és a gyilkos (Le juge et l'assassin) - Alain Delon – Klein úr (Monsieur Klein) - Gérard Depardieu – Az utolsó asszony (La dernière femme) - Patrick Dewaere – Útkereső (La meilleure façon de marcher)                                                                                |
| 1978 | - Jean Rochefort – Le Crabe-Tambour - Alain Delon – Egy gazember halála (Mort d’un pourri) - Charles Denner – A férfi, aki szerette a nőket (L'homme qui aimait les femmes) - Gérard Depardieu – Dites-lui que je l’aime - Patrick Dewaere – Fayard bíró, akit seriffnek hívtak (Le juge Fayard dit Le Shériff) |
| 1979 | - Michel Serrault – Őrült nők ketrece (La cage aux folles) - Claude Brasseur – Egyszerű eset (Une histoire simple) - Jean Carmet – A cukor (Le sucre) - Gérard Depardieu – A cukor (Le sucre) |

### 1980-as évek
| Év   | Díjazottak és jelöltek |
| ---- | --- |
| 1980 | - Claude Brasseur – Rendőrök háborúja (La guerre des polices) - Patrick Dewaere – Bűnügyek (Série noire) - Yves Montand – I, mint Ikarusz (I... comme Icare) - Jean Rochefort – Bátorság, fussunk! (Courage fuyons) |
| 1981 | - Gérard Depardieu – Az utolsó metró (Le dernier métro)) - Patrick Dewaere – A rossz fiú (Un mauvais fils) - Philippe Noiret – Pile ou face - Michel Serrault – Őrült nők ketrece 2. (La cage aux folles II) |
| 1982 | - Michel Serrault – Őrizetbevétel (Garde à vue) - Patrick Dewaere – Mostohaapa (Beau-père) - Philippe Noiret – Nagytakarítás (Coup de torchon) - Michel Piccoli – Női ügyek (Une étrange affaire) |
| 1983 | - Philippe Léotard – A besúgó (La balance) - Gérard Depardieu – Danton - Gérard Lanvin – Önbíráskodás (Tir groupé) - Lino Ventura – A nyomorultak (Les Misérables) |
| 1984 | - Coluche – Viszlát, Pantin! (Tchao Pantin) - Gérard Depardieu – Balekok (Les compères) - Yves Montand – Főúr! (Garçon !) - Michel Serrault – Végzetes kaland (Mortelle randonnée) - Alain Souchon – Gyilkos nyár (L'été meurtrier)                                                                                                 |
| 1985 | - Alain Delon – A mi történetünk (Notre histoire) - Gérard Depardieu – A Saganne Erőd (Fort Saganne)' - Louis Ducreux – Vidéki vasárnap (Un dimanche à la campagne) - Philippe Noiret – Zsaroló zsaruk (Les ripoux) - Michel Piccoli – Veszélyes lépések (La diagonale du fou)                                                      |
| 1986 | - Christopher Lambert – Metró (Subway) - Gérard Depardieu – Zsaruszerelem (Police) - Robin Renucci – Escalier C - Michel Serrault – On ne meurt que deux fois - Lambert Wilson – Randevú (Rendez-vous) |
| 1987 | - Daniel Auteuil – A Paradicsom... (Jean de Florette), ...és a Pokol (Manon des sources) - Jean-Hugues Anglade – Betty Blue (37°2 le matin) - Michel Blanc – Estélyi ruha (Tenue de soirée) - André Dussolier – Melodráma (Mélo) - Christophe Malavoy – La femme de ma vie                                                          |
| 1988 | - Richard Bohringer – A nagy út (Le grand chemin) - Jean Carmet – Miss Mona - Gérard Depardieu – A Sátán árnyékában (Sous le soleil de Satan) - Gérard Jugnot – Tandem - Christophe Malavoy – De guerre lasse - Jean Rochefort – Tandem                                                                                             |
| 1989 | - Jean-Paul Belmondo – Egy elkényeztetett gyermek utazásai (Itinéraire d'un enfant gâté) - Richard Anconina – Egy elkényeztetett gyermek utazásai (Itinéraire d'un enfant gâté) - Daniel Auteuil – Néhány nap velem (Quelques jours avec moi) - Jean-Marc Barr – A nagy kékség (Le grand bleu) - Gérard Depardieu – Camille Claudel |

### 1990-es évek
| Év   | Díjazottak és jelöltek |
| ---- | --- |
| 1990 | - Philippe Noiret – Az élet és semmi más (La vie et rien d'autre) - Jean-Hugues Anglade – Indiai nocturne (Nocturne indien) - Michel Blanc – Monsieur Hire jegyessége (Monsieur Hire) - Gérard Depardieu – Túl szép hozzád (Trop belle pour toi) - Hippolyte Girardot – Kegyetlen világ (Un monde sans pitié) - Lambert Wilson – Hiver 54, l'abbé Pierre |
| 1991 | - Gérard Depardieu – Cyrano de Bergerac - Daniel Auteuil – Lacenaire halála (Lacenaire)' - Fabrice Luchini – A titokzatos lány (La discrète) - Michel Piccoli – Milou májusban (Milou en mai) - Jean Rochefort – A fodrásznő férje (Le mari de la coiffeuse) - Michel Serrault – Docteur Petiot                                                          |
| 1992 | - Jacques Dutronc – Van Gogh - Hippolyte Girardot – Életen kívül (Hors la vie) - Gérard Jugnot – Napjaink félelme (Une époque formidable) - Jean-Pierre Marielle – Minden áldott reggel (Tous les matins du monde) - Michel Piccoli – A szép bajkeverő (La belle noiseuse)                                                                               |
| 1993 | - Claude Rich – A hercegi vacsora (Le souper) - Daniel Auteuil – Dermedt szív (Un cœur en hiver) - Richard Berry – Pillangóval az ég felé (Le Petit Prince a dit) - Claude Brasseur – A hercegi vacsora (Le souper) - Vincent Lindon – Hétköznapi csetepaté (La crise)                                                                                   |
| 1994 | - Pierre Arditi – Smoking/No Smoking - Daniel Auteuil – Legkedvesebb évszakom (Ma saison préférée) - Michel Boujenah – Le nombril du monde - Christian Clavier – Jöttünk, láttunk, visszamennénk (Les visiteurs) - Jean Reno – Jöttünk, láttunk, visszamennénk (Les visiteurs)                                                                           |
| 1995 | - Gérard Lanvin – Apám életére (Le fils préféré) - Daniel Auteuil – A szakítás (La séparation) - Gérard Depardieu – Chabert ezredes (Le colonel Chabert) - Jean Reno – Léon, a profi (Léon) - Jean-Louis Trintignant – Három szín: piros (Trois couleurs: Rouge)                                                                                         |
| 1996 | - Michel Serrault – Nelly és Arnaud úr (Nelly et Mr. Arnaud) - Vincent Cassel – A gyűlölet (La haine) - Alain Chabat – Mintamókus (Gazon maudit) - François Cluzet – Semmihasznák (Les apprentis) - Jean-Louis Trintignant – Fiesta |
| 1997 | - Philippe Torreton – Conan kapitány (Capitaine Conan) - Daniel Auteuil – És a nyolcadik napon... (Le huitième Jour) - Charles Berling – Rizsporos intrikák (Ridicule) - Fabrice Luchini – Az arcátlan Beaumarchais (Beaumarchais, l'insolent) - Patrick Timsit – Édes őrültség (Pédale douce)                                                           |
| 1998 | - André Dussolier – Megint a régi nóta (On connaît la chanson) - Daniel Auteuil – A púpos (Le bossu) - Charles Berling – Vegytisztítás (Nettoyage à sec) - Alain Chabat – Didier - Patrick Timsit – A rokon (Le cousin) |
| 1999 | - Jacques Villeret – Dilisek vacsorája (Le dîner de cons) - Charles Berling – Az unalom (L'ennui) - Jean-Pierre Darroussin – Le poulpe - Antoine De Caunes – L'homme est une femme comme les autres - Pascal Greggory – Aki szeret engem, vonatra ül (Ceux qui maiment prendront le train)                                                               |

### 2000-es évek
| Év   | Díjazottak és jelöltek |
| ---- | --- |
| 2000 | - Daniel Auteuil – Lány a hídon (La fille sur le pont) - Jean-Pierre Bacri – Kennedy et moi - Albert Dupontel – Sachs betegsége (La maladie de Sachs) - Vincent Lindon – Az én szép kis vállalkozásom (Ma petite entreprise) - Philippe Torreton – Válságállapot (Ça commence aujourd’hui)                                           |
| 2001 | - Sergi López – Harry csak jót akar (Harry, un ami qui vous veut du bien) - Jean-Pierre Bacri – Ízlés dolga (Le goût des autres) - Charles Berling – Érzelmek útvesztői (Les destinées sentimentales) - Bernard Giraudeau – Ízlések és pofonok (Une affaire de goût) - Pascal Greggory – Nemek zavara (La confusion des genres)      |
| 2002 | - Michel Bouquet – Hogyan öltem meg az apámat? (Comment j'ai tué mon père) - Éric Caravaca – Tiszti szoba (La chambre des officiers) - Vincent Cassel – A számat figyeld (Sur mes lèvres) - André Dussollier – Tanguy – Nyakunkon a kisfiunk (Tanguy) - Jacques Dutronc – Meghitt halál (C'est la vie)                               |
| 2003 | - Adrien Brody – A zongorista (Le pianiste) - Daniel Auteuil – Ki voltál te? (L'adversaire) - François Berléand – A bálványom (Mon idole) - Bernard Campan – Csak a szépre emlékezem (Se souvenir des belles choses) - Mathieu Kassovitz – Ámen (Amen)                                                                               |
| 2004 | - Omar Sharif – Monsieur Ibrahim és a Korán virágai (Monsieur Ibrahim et les fleurs du Coran) - Daniel Auteuil – Csak Ön után! (Après vous...) - Jean-Pierre Bacri – Érzések (Les sentiments) - Gad Elmaleh – Szívem csücske: Chouchou (Chouchou) - Bruno Todeschini – Son frère                                                     |
| 2005 | - Mathieu Amalric – Ha te nem lennél (Rois et Reine) - Daniel Auteuil – 36 – Harminchat (36 quai des Orfèvres) - Gérard Jugnot – Kóristák (Les choristes) - Benoît Poelvoorde – Pódium (Podium) - Philippe Torreton – L'équipier |
| 2006 | - Michel Bouquet – A Mars-mezei sétáló (Le promeneur du Champ-de-Mars) - Patrick Chesnais – Tétova tangó (Je ne suis pas là pour être aimé) - Romain Duris – Halálos szívdobbanás (De battre mon cœur s’est arrêté) - José Garcia – A fejsze (Le couperet) - Benoît Poelvoorde – Biztos kezekben (Entre ses mains)                   |
| 2007 | - François Cluzet – Senkinek egy szót se! (Ne le dis à personne) - Michel Blanc – Tök jóképű vagy! (Je vous trouve très beau) - Alain Chabat – Igen, akarom? (Prête-moi ta main) - Gérard Depardieu – Amikor énekes voltam (Quand j'étais chanteur) - Jean Dujardin – OSS 117: Képtelen kémregény (OSS 117 : Le Caire nid d'espions) |
| 2008 | - Mathieu Amalric – Szkafander és pillangó (Le scaphandre et le papillon) - Michel Blanc – Szemtanúk (Les témoins) - Jean-Pierre Darroussin – Beszélgetés a kertészemmel (Dialogue avec mon jardinier) - Vincent Lindon – Ceux qui restent - Jean-Pierre Marielle – Faut que ça danse !                                              |
| 2009 | - Vincent Cassel – Halálos közellenség – Public Enemy (Mesrine: L'instinct de mort) - François-Xavier Demaison – Coluche, l'histoire d'un mec - Guillaume Depardieu – Versailles - Albert Dupontel – Deux jours à tuer - Jacques Gamblin – Hátralévő életed első napja (Le premier jour du reste de ta vie)                          |

### 2010-es évek
| Év   | Díjazottak és jelöltek |
| ---- | --- |
| 2010 | - Tahar Rahim – A próféta (Un prophète) - Yvan Attal – Emberrablás (Rapt) - François Cluzet – A javulás útján (Le dernier pour la route) - François Cluzet – A l'origine - Vincent Lindon – Isten hozott! (Welcome) |
| 2011 | - Eric Elmosnino – Gainsbourg (hősi élet) (Gainsbourg (vie héroïque)) - Gérard Depardieu – Mammut (Mammuth) - Romain Duris – Szívrablók (L'arnacoeur) - Jacques Gamblin – A szerelem nevei (Le nom des gens) - Lambert Wilson – Emberek és istenek (Des hommes et des dieux) |
| 2012 | - Omar Sy – Életrevalók (Intouchables) - Sami Bouajila – Omar m’a tuer - François Cluzet – Életrevalók (Intouchables) - Jean Dujardin – The Artist – A némafilmes (The Artist) - Olivier Gourmet – Államérdekből (L'exercice de l'État) - Denis Podalydès – La conquête - Philippe Torreton – Présumé coupable |
| 2013 | - Jean-Louis Trintignant – Szerelem (Amour) - Jean-Pierre Bacri – Keressétek Hortense-t! (Cherchez Hortense) - Patrick Bruel – Hogyan nevezzelek? (Le prénom) - Denis Lavant – Holy Motors - Vincent Lindon – Quelques heures de printemps - Fabrice Luchini – A házban (Dans la maison) - Jérémie Rénier – Cloclo |
| 2014 | - Guillaume Gallienne – Én, én és az anyám (Les garçons et Guillaume, à table !) - Mathieu Amalric – Vénusz bundában (La Vénus à la fourrure) - Michel Bouquet – Renoir - Albert Dupontel – 9 hónap letöltendő (9 mois ferme) - Grégory Gadebois – Mon âme par toi guérie - Fabrice Luchini – Molière két keréken (Alceste à bicyclette) - Mads Mikkelsen – A lázadás kora: Michael Kohlhaas legendája (Michael Kohlhaas) |
| 2015 | - Pierre Niney – Yves Saint Laurent - Niels Arestrup – Az utolsó éjszaka Párizsban (Diplomatie) - Guillaume Canet – Legközelebb a szívre célzok (La prochaine fois je viserai le coeur) - François Damiens – A Bélier család (La famille Bélier) - Romain Duris – Az új barátnő (Une nouvelle amie) - Vincent Lacoste – Hippokratész (Hippocrate) - Gaspard Ulliel – Saint Laurent                                        |
| 2016 | - Vincent Lindon – Mennyit ér egy ember? (La loi du marché) - Jean-Pierre Bacri – La vie très privée de Monsieur Sim - Vincent Cassel – Az én szerelmem (Mon roi) - François Damiens – Cowboyok (Les cowboys) - Gérard Depardieu – Valley of Love - Antonythasan Jesuthasan – Dheepan – Egy menekült története (Dheepan) - Fabrice Luchini – L'hermine                                                                    |
| 2017 | - Gaspard Ulliel – Ez csak a világ vége (Juste la fin du monde) - François Cluzet – A pótolhatatlan Werner doktor (Médecin de campagne) - Pierre Deladonchamps – Le fils de Jean - Nicolas Duvauchelle – Egy tisztességes ember (Je ne suis pas un salaud) - Fabrice Luchini – A sors kegyeltjei... meg a többiek (Ma loute) - Pierre Niney – Frantz - Omar Sy – Csokoládé (Chocolat)                                     |
| 2018 | - Swann Arlaud – Petit paysan - Daniel Auteuil – Le brio - Jean-Pierre Bacri – Eszeveszett esküvő (Le sens de la fête) - Guillaume Canet – Rock'n Roll - Albert Dupontel – Viszontlátásra odafönt (Au revoir là-haut) - Louis Garrel – Le Redoutable - Reda Kateb – Django |
| 2019 | - Alex Lutz – Guy - Édouard Baer – Mademoiselle de Joncquières - Romain Duris – Életem értelmei (Nos batailles) - Vincent Lacoste – Amanda - Gilles Lellouche – Pupille - Pio Marmaï – Csak a baj van veled! (En liberté !) - Denis Ménochet – Láthatás (Jusqu'à la garde) |

### 2020-as évek
| Év   | Díjazottak és jelöltek |
| ---- | --- |
| 2020 | - Roschdy Zem – Kisváros, éjjel (Roubaix, une lumière) - Daniel Auteuil – Boldog idők (La Belle Époque) - Damien Bonnard – Nyomorultak (Les Misérables) - Vincent Cassel – Különleges életek (Hors normes) - Jean Dujardin – Tiszt és kém – A Dreyfus-ügy (J’accuse) - Reda Kateb – Különleges életek (Hors normes) - Melvil Poupaud – Isten kegyelméből (Grâce à Dieu) |
| 2021 | - Sami Bouajila – A fiúnk élete (Bik Eneich: Un fils) - Jonathan Cohen – Ez mekkora! (Énorme) - Albert Dupontel – Elég a hülyékből (Adieu les cons) - Niels Schneider – Szerelmeink (Les Choses qu'on dit, les choses qu'on fait) - Lambert Wilson – De Gaulle |
| 2022 | - Benoît Magimel – Amíg lehet (De son vivant) - Damien Bonnard – Nyughatatlanok (Les intranquilles) - Adam Driver – Annette - Gilles Lellouche – Marseille északi része (BAC Nord) - Vincent Macaigne – Orvos a sötétben (Médecin de nuit) - Pio Marmaï – Intenzív találkozások (La fracture) - Pierre Niney – Feketedoboz (Boîte noire)                                |
| 2023 | - Benoît Magimel – Pacifiction (Pacifiction : Tourment sur les Îles) - Jean Dujardin – Novembre - Louis Garrel – Családban marad (L’innocent) - Vincent Macaigne – Egy röpke románc naplója (Chronique d'une liaison passagère) - Denis Ménochet – Peter von Kant |
| 2024 | - Arieh Worthalter – A Goldman ügy (Le Procès Goldman) - Romain Duris – Állati királyság (Le Règne animal) - Benjamin Lavernhe – L'Abbé Pierre - Melvil Poupaud – L'Amour et les Forêts - Raphaël Quenard – Yannick |
| 2025 | - Karim Leklou – Jim története Le Roman de Jim - François Civil – Dübörgő szívek (L'Amour ouf) - Benjamin Lavernhe – Váratlan dallamok (En fanfare) - Pierre Niney – Monte Cristo grófja (Le compte de Monte Cristo) - Tahar Rahim – Monsieur Aznavour |